# Muwajlih as-Suwarana
Muwajlih as-Suwarana (arab. مويلح الصوارنة) – wieś w Syrii, w muhafazie Hama. W 2004 roku liczyła 700 mieszkańców.